# Zone franche de Barcelone
La Zone franche de Barcelone (en catalan, Zona franca de Barcelona) est une zone d'activité adjacente au port de Barcelone et situé au sud de Barcelone, accueillant de nombreuses entreprises.

## Activité

### Industrie automobile
Les premières automobiles Seat y sont produites en 1953. Après le rachat par Volkswagen, la production cesse, mais SEAT conserve certaines activités dans la zone.

## Transports
La zone franche est desservie par la ligne 10 du métro de Barcelone.